# European Championships 2022/Teilnehmer (Moldau)
| Gelbes Symbol für Goldmedaillen mit stilisierten Olympischen Ringen | Graues Symbol für Silbermedaillen mit stilisierten Olympischen Ringen | Braundes Symbol für Bronzemedaillen mit stilisierten Olympischen Ringen |
| ------------------------------------------------------------------- | --------------------------------------------------------------------- | ----------------------------------------------------------------------- |
| —                                                                   | 1                                                                     | —                                                                       |

Die Republik Moldau nahm an den European Championships 2022 mit insgesamt 17 Athleten (11 Männer, 6 Frauen) teil.

## Medaillen

### Medaillenspiegel
| Rang   | Sportart      | Gold | Silber | Bronze | Gesamt |
| ------ | ------------- | ---- | ------ | ------ | ------ |
| 1      | Kanurennsport | —    | 1      | —      | 1      |
| Gesamt | Gesamt        | 0    | 1      | 0      | 1      |

### Medaillengewinner
| Name/n             | Sportart      | Wettkampf  |
| ------------------ | ------------- | ---------- |
| Silber             |               |            |
| Serghei Tarnovschi | Kanurennsport | Hochsprung |

## Teilnehmer nach Sportarten

### Kanurennsport
| Athleten                      | Wettbewerb | Vorlauf      | Vorlauf | Vorlauf       | Halbfinale   | Halbfinale | Halbfinale    | Finale        | Finale        | Rang   |
| Athleten                      | Wettbewerb | Zeit         | Rang    | Qualifikation | Zeit         | Rang       | Qualifikation | Zeit          | Rang          | Rang   |
| ----------------------------- | ---------- | ------------ | ------- | ------------- | ------------ | ---------- | ------------- | ------------- | ------------- | ------ |
| Frauen                        |            |              |         |               |              |            |               |               |               |        |
| Daniela Cociu                 | C-1 200 m  | 51,462 s     | 7       | Halbfinale    | 49,670 s     | 3          | Finale        | 52,490 s      | 9             | 9      |
| Maria Olărașu                 | C-1 500 m  | —            | —       | —             | —            | —          | —             | 2:08,101 min  | 5             | 5      |
| Daniela Cociu Maria Olărașu   | C-2 200 m  | —            | —       | —             | —            | —          | —             | 45,218 s      | 3             | 5      |
| Männer                        |            |              |         |               |              |            |               |               |               |        |
| Oleg Tarnovschi               | C-1 200 m  | 41,203 s     | 6       | Halbfinale    | 41,852 s     | 7          | –             | ausgeschieden | ausgeschieden | 13     |
| Serghei Tarnovschi            | C-1 500 m  | 1:50,452 min | 1       | A-Finale      | –            | –          | –             | 1:48,160 min  | 2             | Silber |
| Serghei Tarnovschi            | C-1 1000 m | 3:54,372 min | 2       | Finale        | –            | –          | –             | 3:57,002 min  | 7             | 7      |
| Mihai Chihaia Oleg Tarnovschi | C-2 200 m  | —            | —       | —             | —            | —          | —             | 39,156 s      | 7             | 7      |
| Mihai Chihaia Oleg Tarnovschi | C-2 500 m  | 1:47,320 min | 4       | Halbfinale    | 1:41,948 min | 3          | Finale        | 1:47,420 min  | 6             | 6      |
| Mihai Chihaia Oleg Tarnovschi | C-2 1000 m | —            | —       | —             | —            | —          | —             | 3:34,785 min  | 4             | 4      |

### Leichtathletik
Laufen und Gehen
| Athleten         | Wettbewerb | Vorlauf | Vorlauf | Halbfinale | Halbfinale | Finale    | Finale | Rang |
| Athleten         | Wettbewerb | Zeit    | Rang    | Zeit       | Rang       | Zeit      | Rang   | Rang |
| ---------------- | ---------- | ------- | ------- | ---------- | ---------- | --------- | ------ | ---- |
| Frauen           |            |         |         |            |            |           |        |      |
| Lilia Fisikovici | Marathon   | —       | —       | —          | —          | 2:47:44 h | 47     | 47   |
| Männer           |            |         |         |            |            |           |        |      |
| Maxim Răileanu   | Marathon   | —       | —       | —          | —          | 2:21:01 h | 47     | 47   |
| Ivan Siuris      | Marathon   | —       | —       | —          | —          | 2:25:17 h | 56     | 56   |

Springen und Werfen
| Athleten          | Wettbewerb  | Qualifikation | Qualifikation | Finale     | Finale | Rang |
| Athleten          | Wettbewerb  | Weite/Höhe    | Rang          | Weite/Höhe | Rang   | Rang |
| ----------------- | ----------- | ------------- | ------------- | ---------- | ------ | ---- |
| Frauen            |             |               |               |            |        |      |
| Dimitriana Bezede | Kugelstoßen | 17,76 m       | 9             | 16,98 m    | 11     | 11   |
| Zalina Marghieva  | Hammerwurf  | 67,15 m       | 16            | 74,00 m    | 9      | 9    |
| Männer            |             |               |               |            |        |      |
| Serghei Marghiev  | Hammerwurf  | 74,26 m       | 9             | 73,89 m    | 10     | 10   |
| Andrian Mardare   | Speerwurf   | 78,78 m       | 6             | 77,49 m    | 7      | 7    |

### Rudern
| Athleten                                   | Wettbewerb             | Vorlauf     | Vorlauf | Vorlauf       | Hoffnungslauf | Hoffnungslauf | Hoffnungslauf | Halbfinale  | Halbfinale | Halbfinale    | Finale      | Finale | Rang |
| Athleten                                   | Wettbewerb             | Zeit        | Platz   | Qualifikation | Zeit          | Platz         | Qualifikation | Zeit        | Platz      | Qualifikation | Zeit        | Platz  | Rang |
| ------------------------------------------ | ---------------------- | ----------- | ------- | ------------- | ------------- | ------------- | ------------- | ----------- | ---------- | ------------- | ----------- | ------ | ---- |
| Männer                                     |                        |             |         |               |               |               |               |             |            |               |             |        |      |
| Alexandru Mașnic Chirill Visotchi-Sestacov | Zweier ohne Steuermann | 7:37,58 min | 5       | Hoffnungslauf | 7:14,25 min   | 1             | Halbfinale    | 7:49,64 min | 6          | B-Finale      | 7:04,32 min | 6      | 12   |

### Tischtennis
| Athleten                             | Wettbewerb | Gruppenphase        | Gruppenphase | Vorrunde      | Vorrunde      | 1. Runde                         | 1. Runde      | 2. Runde                          | 2. Runde      | Achtelfinale                 | Achtelfinale  | Viertelfinale              | Viertelfinale | Halbfinale    | Halbfinale    | Finale        | Finale        | Rang          |
| Athleten                             | Wettbewerb | Gegner              | Erg.         | Gegner        | Erg.          | Gegner                           | Erg.          | Gegner                            | Erg.          | Gegner                       | Erg.          | Gegner                     | Erg.          | Gegner        | Erg.          | Gegner        | Erg.          | Rang          |
| ------------------------------------ | ---------- | ------------------- | ------------ | ------------- | ------------- | -------------------------------- | ------------- | --------------------------------- | ------------- | ---------------------------- | ------------- | -------------------------- | ------------- | ------------- | ------------- | ------------- | ------------- | ------------- |
| Frauen                               |            |                     |              |               |               |                                  |               |                                   |               |                              |               |                            |               |               |               |               |               |               |
| Alexandra Chiriacova                 | Einzel     | Franziska Schreiner | 0:3          | ausgeschieden | ausgeschieden | ausgeschieden                    | ausgeschieden | ausgeschieden                     | ausgeschieden | ausgeschieden                | ausgeschieden | ausgeschieden              | ausgeschieden | ausgeschieden | ausgeschieden | ausgeschieden | ausgeschieden | ausgeschieden |
| Alexandra Chiriacova                 | Einzel     | Marija Gnjatić      | 3:1          | ausgeschieden | ausgeschieden | ausgeschieden                    | ausgeschieden | ausgeschieden                     | ausgeschieden | ausgeschieden                | ausgeschieden | ausgeschieden              | ausgeschieden | ausgeschieden | ausgeschieden | ausgeschieden | ausgeschieden | ausgeschieden |
| Alexandra Chiriacova                 | Einzel     | Özge Yılmaz         | 0:3          | ausgeschieden | ausgeschieden | ausgeschieden                    | ausgeschieden | ausgeschieden                     | ausgeschieden | ausgeschieden                | ausgeschieden | ausgeschieden              | ausgeschieden | ausgeschieden | ausgeschieden | ausgeschieden | ausgeschieden | ausgeschieden |
| Alexandra Chiriacova Sabina Musajeva | Doppel     | —                   | —            | —             | —             | Freilos                          | Freilos       | Bernadett Bálint Leonie Hartbrich | 2:3           | ausgeschieden                | ausgeschieden | ausgeschieden              | ausgeschieden | ausgeschieden | ausgeschieden | ausgeschieden | ausgeschieden | 33            |
| Männer                               |            |                     |              |               |               |                                  |               |                                   |               |                              |               |                            |               |               |               |               |               |               |
| Andrei Putuntica                     | Einzel     | Tom Jarvis          | 0:3          | Tilen Cvetko  | 3:1           | ausgeschieden                    | ausgeschieden | ausgeschieden                     | ausgeschieden | ausgeschieden                | ausgeschieden | ausgeschieden              | ausgeschieden | ausgeschieden | ausgeschieden | ausgeschieden | ausgeschieden | 65            |
| Andrei Putuntica                     | Einzel     | Eric Glod           | 3:1          | Frane Kojić   | 2:3           | ausgeschieden                    | ausgeschieden | ausgeschieden                     | ausgeschieden | ausgeschieden                | ausgeschieden | ausgeschieden              | ausgeschieden | ausgeschieden | ausgeschieden | ausgeschieden | ausgeschieden | 65            |
| Vladislav Ursu                       | Einzel     | Frane Kojić         | 3:0          | Freilos       | Freilos       | Wang Yang                        | 0:4           | ausgeschieden                     | ausgeschieden | ausgeschieden                | ausgeschieden | ausgeschieden              | ausgeschieden | ausgeschieden | ausgeschieden | ausgeschieden | ausgeschieden | 33            |
| Vladislav Ursu                       | Einzel     | Edin Gutić          | 3:0          | Freilos       | Freilos       | Wang Yang                        | 0:4           | ausgeschieden                     | ausgeschieden | ausgeschieden                | ausgeschieden | ausgeschieden              | ausgeschieden | ausgeschieden | ausgeschieden | ausgeschieden | ausgeschieden | 33            |
| Vladislav Ursu                       | Einzel     | Iulian Chiriță      | 3:2          | Freilos       | Freilos       | Wang Yang                        | 0:4           | ausgeschieden                     | ausgeschieden | ausgeschieden                | ausgeschieden | ausgeschieden              | ausgeschieden | ausgeschieden | ausgeschieden | ausgeschieden | ausgeschieden | 33            |
| Andrei Putuntica Dimitrije Levajac   | Doppel     | —                   | —            | —             | —             | Freilos                          | Freilos       | Barish Moullet Loïc Stoll         | 3:0           | Alexis Lebrun Félix Lebrun   | 0:3           | ausgeschieden              | ausgeschieden | ausgeschieden | ausgeschieden | ausgeschieden | ausgeschieden | 33            |
| Andrei Putuntica Dimitrije Levajac   | Doppel     | —                   | —            | —             | —             | Freilos                          | Freilos       | Tomáš Polanský Darko Jorgić       | 3:2           | Alexis Lebrun Félix Lebrun   | 0:3           | ausgeschieden              | ausgeschieden | ausgeschieden | ausgeschieden | ausgeschieden | ausgeschieden | 33            |
| Vladislav Ursu Miłosz Redzimski      | Doppel     | —                   | —            | —             | —             | Freilos                          | Freilos       | Alexander Smirnow Toomas Libene   | 3:1           | Álvaro Robles Ovidiu Ionescu | 3:1           | Alexis Lebrun Félix Lebrun | 1:3           | ausgeschieden | ausgeschieden | ausgeschieden | ausgeschieden | 5             |
| Vladislav Ursu Miłosz Redzimski      | Doppel     | —                   | —            | —             | —             | Freilos                          | Freilos       | Darius Movileanu Eduard Ionescu   | 3:1           | Álvaro Robles Ovidiu Ionescu | 3:1           | Alexis Lebrun Félix Lebrun | 1:3           | ausgeschieden | ausgeschieden | ausgeschieden | ausgeschieden | 5             |
| Mixed                                |            |                     |              |               |               |                                  |               |                                   |               |                              |               |                            |               |               |               |               |               |               |
| Vladislav Ursu Alexandra Chiriacova  | Doppel     | —                   | —            | —             | —             | Artūrs Reinholds Baiba Bogdanova | 3:0           | Filip Zeljko Mateja Jeger         | 1:3           | ausgeschieden                | ausgeschieden | ausgeschieden              | ausgeschieden | ausgeschieden | ausgeschieden | ausgeschieden | ausgeschieden | 33            |
| Andrei Putuntica Hana Arapović       | Doppel     | —                   | —            | —             | —             | Freilos                          | Freilos       | Deni Kožul Katarina Stražar       | 0:3           | ausgeschieden                | ausgeschieden | ausgeschieden              | ausgeschieden | ausgeschieden | ausgeschieden | ausgeschieden | ausgeschieden | 33            |

## Weblink
- Ergebnisse von Georgien bei den European Championships 2022